# Yamoussoukro (Departement)
Das Departement Yamoussoukro ist eine Verwaltungseinheit im Autonomen Distrikt Yamoussoukro, der aus Yamoussoukro, der Hauptstadt der Elfenbeinküste (kombiniert als Gemeinde und Unterpräfektur) sowie aus der Unterpräfektur Kossou besteht.
Im Departement leben laut Zensus von 2014 310.056 Menschen auf einer Fläche von 1057 km². Im Norden grenzt es an Tiébissou, im Osten an Attiégouakro, im Süden an Toumodi und im Westen an Sinfra und Bouaflé. Zum Gebiet zählen 45 Dörfer.